# Solitude-Rennen

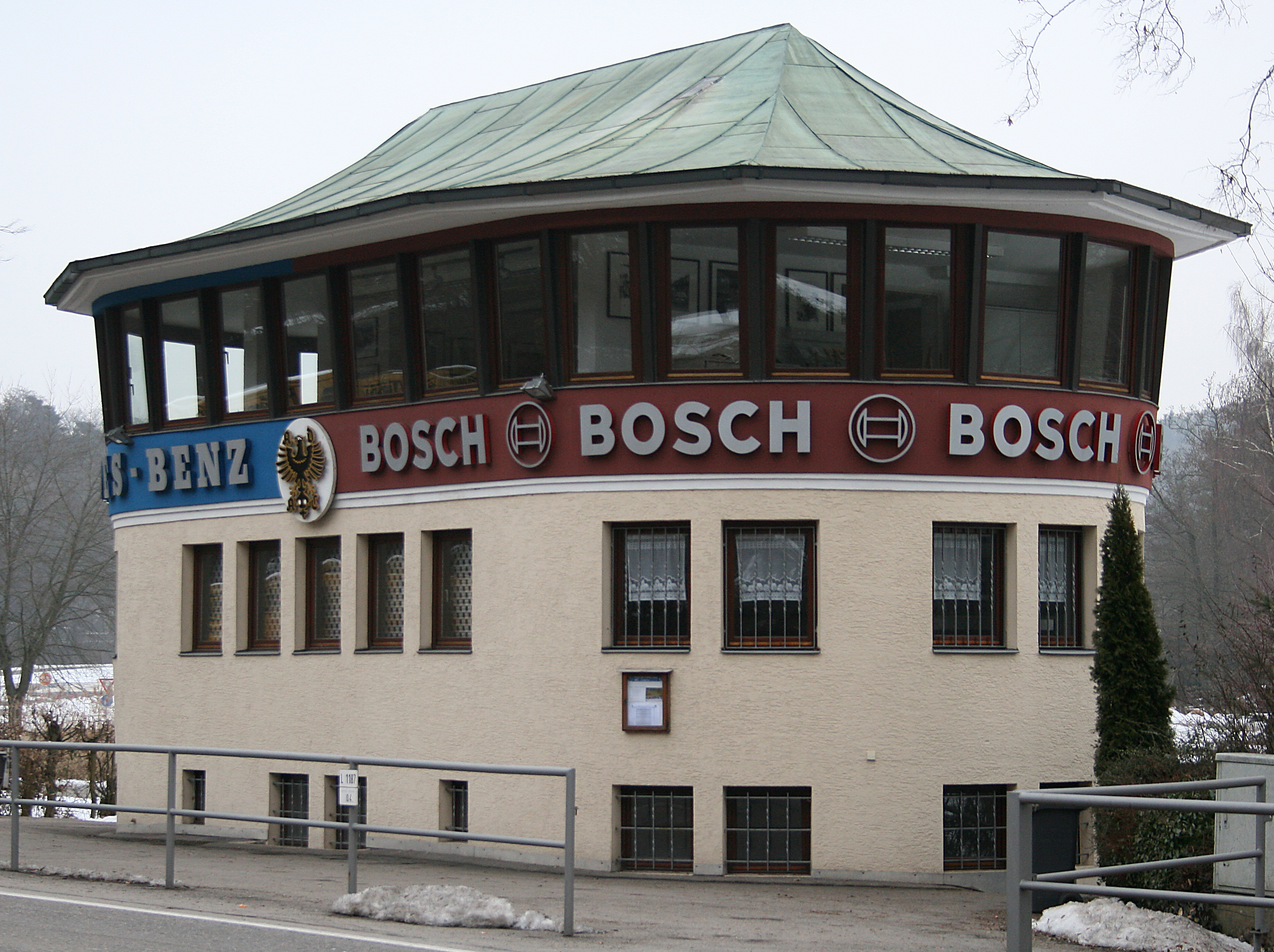
Der 1956 errichtete Start- und Zielturm der Solitude-Rennstrecke.

Das Solitude-Rennen war eine Motorsportveranstaltung für Motorräder und Automobile, die zwischen 1922 und 1965 in Stuttgart bzw. Leonberg auf unterschiedlichen Streckenführungen der Solitude-Rennstrecke ausgetragen wurde.

## Geschichte
Am 24. Mai 1903 wurde in Stuttgart die Deutsche Motorradfahrer-Vereinigung (DMV) gegründet, die 1911 in den Allgemeinen Deutschen Automobil-Club (ADAC) umgewandelt wurde. 
Die Gründung erfolgte im Vereinslokal des Radfahrer-Vereins Stuttgart, dem Hotel Silber. Zu den Treffen der Radfahrer gesellten sich um die Wende vom 19. zum 20. Jahrhundert immer mehr Motorradfahrer, sodass der Vorsitzende des Radfahrer-Vereins, Emil Schmolz, am 24. Mai 1903 eine Versammlung einberief, die zur Gründung der DMV führte. Bis 1905 hatte Emil Schmolz den Vorsitz sowohl bei den Radfahrern, wie auch bei den Motorradfahrern. Einige Radsportler z. B. die Brüder Klausner, wechselten auf Motorrad oder betrieben beide Sportarten. Anderer Vereinskameraden pflegten noch weiter die Gemeinschaft, in der die Motorisierten als Schrittmacher für die Radrennfahrer fungierten.
Wenig später wurde vom Fahrrad Club Bad Cannstatt mit einem etwa 4,4 km langen Bergsprint für Motorräder vom Stuttgarter Westbahnhof zum Schloss Solitude die erste Rennveranstaltung an der Solitude durchgeführt.
Ab 1907 erfolgte der Start der Bergrennen am Schützenhaus in Heslach. Diese nunmehr knapp 7 km lange Strecke wurde bis 1924 genutzt. Im Jahr 1922 war das Rennen erstmals auch für Sport- und Rennwagen ausgeschrieben. Die ortsansässigen Unternehmen Benz & Cie., DMG und später Mercedes-Benz schickten von Beginn an jährlich ihre Werksteams mit den besten Fahrern und Wagen in die Rennen. Auch BMW wählte die Veranstaltung regelmäßig für den Ersteinsatz der neuen Rennmotorräder.
Ab 1925 wurde das Solitude-Rennen vom ADAC Württemberg und dem Stuttgarter Motorradklub erstmals unter dem Namen Rund um die Solitude und auf einer etwa 22,3 km langen Rundstrecke mit Start und Ziel zu Füßen des Schlosses veranstaltet. Dieser Kurs mit einer maximalen Steigung von 15 % und 28 Kurven galt als sehr anspruchsvoll und wurde mit dem der berühmten Targa Florio in Sizilien verglichen. Die Veranstaltung lockte mehr und mehr ausländische Hersteller und Fahrer an und gewann international immer mehr an Bedeutung. Die Zuschauerzahl wuchs jährlich und die Renntage hatten teilweise Volksfestcharakter.
Durch den technischen Fortschritt wurden die Rennen von Jahr zu Jahr schneller, was dazu führte, dass ab 1928 die Rennstrecke aus Sicherheitsgründen nicht mehr von Automobilen befahren werden durfte. Somit fanden bis zum Zweiten Weltkrieg nur noch Läufe für Motorräder statt. Im Jahr 1931 wurde die Strecke auf etwa 19,9 km verkürzt. Ab 1935 wurde ein neuer Rundkurs durch das Mahdental befahren, der eine Länge von 11,5 km hatte und später zum klassischen Solitude-Ring der Nachkriegszeit wurde. Start und Ziel dieses Kurses war am Glemseck auf 383 m Höhe. Danach stieg er über die Hederbachskurve bis zum Frauenkreuz steil bis auf 502 m an, um danach gleichmäßig wieder abzufallen. Besondere Merkmale dieser Strecke waren die 2,3 km lange Gerade zwischen Steinbachsee und Schatten, die Schatten-S-Kurven und das 3 km lange Kurvengeschlängel im Mahdental. Insgesamt hatte der anspruchsvolle Kurs 26 Links- und 19 Rechtskurven.
Im Jahr 1937 fand das letzte Solitude-Rennen vor dem Krieg statt. Nach elf Jahren Rennpause wurde das erste Nachkriegsrennen 1949 ausgetragen. Es war vorerst nur für Motorräder ausgeschrieben. Unter den zahlreichen Vorkriegs-Stars, die antraten, waren u. a. H. P. Müller, Heiner Fleischmann, Wiggerl Kraus, Wilhelm Herz und Schorsch Meier, der den Halbliterlauf gewann.
1950 wurde erstmals der Große Preis von Deutschland für Motorräder auf der Solitude ausgetragen. Spätestens ab 1952, als der Deutschland-Grand-Prix auf der Solitude erstmals zur Motorrad-Weltmeisterschaft gehörte, lockten die Rennen die gesamte Weltelite des Motorradsports an. Mit Ausnahme von 1958 war die Solitude von 1952 bis 1964 in geraden Jahren Austragungsort der Rennen. In ungeraden Jahren wurde der Grand Prix auf dem Schottenring, dem Hockenheimring bzw. dem Nürburgring ausgetragen. Die Rennen der 1950er-Jahre lockten bis zu einer halben Million Zuschauer an.
Ab 1954 wurde auf der Solitude mit der Rallye Solitude eine weitere Rennveranstaltung etabliert, die bald fast ebenso populär war wie die Rundstreckenrennen. Ab 1961 wurde die Rallye mit der Rallye Lyon-Charbonnières kombiniert und damit zu einer europäischen Topveranstaltung. 1967 zählte sie zur Rallye-Europameisterschaft und bekam mehrmals das Prädikat Deutschland-Rallye.

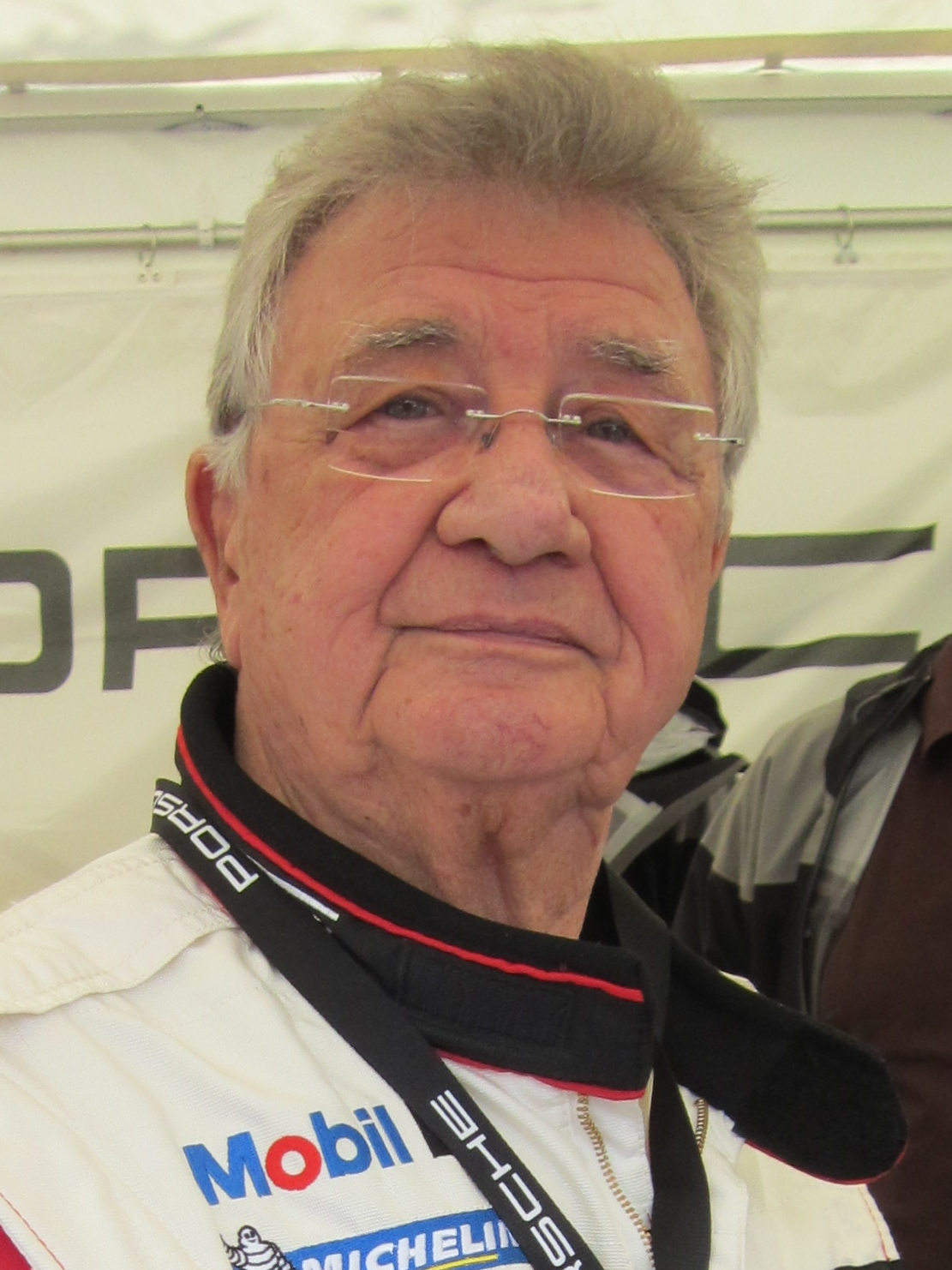
Hans Herrmann, Sieger 1956, Lokalmatador und Unterstützer des Solitude Revival

1956 wurden erstmals nach Kriegsende auch wieder Rennen für Automobile ausgetragen. Die Streckenbreite war dafür von 8 auf 12 m erhöht worden, um den Anforderungen der FIA zu entsprechen. Anfang der 1960er-Jahre wurden Formel-Rennwagen immer mehr zur Attraktion. 1960 gewann Wolfgang Graf Berghe von Trips im Ferrari 156 knapp vor Hans Herrmann auf Porsche 718 das Formel-2-Rennen. 1961 kam erstmals die Formel 1 mit vielen Stars auf die Solitude und trug bis 1964 vier nicht zur Weltmeisterschaft zählende Rennen aus. Teilnehmer bzw. Sieger waren u. a. Hans Herrmann, Innes Ireland, Jim Clark, Dan Gurney, John Surtees und Jack Brabham.
Besonders das Solitude-Rennen von 1964 ging als äußerst spektakuläre Veranstaltung in die Geschichte ein. Die Motorrad-Läufe wurden in allen sechs WM-Klassen ausgetragen und auch zum Formel-1-Rennen traten zahlreiche Größen an. So gaben sich u. a. John Surtees, Jim Clark, Jack Brabham, Graham Hill, Mike Hailwood, Jim Redman, Phil Read und Giacomo Agostini ein Stelldichein. Die Rundenrekorde wurden bei den Motorrädern reihenweise gebrochen und bei den Rennwagen kam es zu einer kuriosen Regen-Hitzeschlacht.
Im Jahr 1965 wurde vor ca. 200.000 Zuschauern das letzte Solitude-Rennen ausgetragen. Der Kurs galt mittlerweile mit seinen scharfen Kurven, der Nähe zu den Zuschauern und die fehlenden Auslaufzonen als zu gefährlich.
Seit 1999 finden unter dem Namen Solitude Revival Oldtimerrennen statt.

### Tödliche Unfälle
Insgesamt gab es in der Geschichte des Solitude-Rennens 16 belegte tödlich Verunglückte – zwei Automobil- und 14 Motorradrennfahrer kamen ums Leben. Erstes Todesopfer war ein nicht namentlich bekannter Bamberger Rennfahrer beim Automobilrennen 1923. Die Motorradläufe 1931 und 1936 forderten jeweils drei Todesopfer. Im Jahr 1954 verunglückte der TT-Sieger Dennis Lashmar im 500-cm³-Rennen tödlich. Bei den Motorrad-WM-Läufen ab 1958 kamen u. a. die prominenten Fahrer Bob Brown aus Australien (1960) und der Deutsche Karl Recktenwald (1964) ums Leben, was letztendlich zur Beendigung der Rennaktivitäten an der Solitude beitrug.

## Siegerlisten

### Motorradrennen
(gefärbter Hintergrund = Weltmeisterschaftslauf als Großer Preis von Deutschland)
| Auflage | Datum               | Bezeichnung                     | Klasse              | Sieger                                       |
| ------- | ------------------- | ------------------------------- | ------------------- | -------------------------------------------- |
| 1.      | 18. Juni 1922       | Bergprüfungsfahrt Solitude      | 500 cm³             | Paul Mahlenbrei (Triumph)                    |
| 1.      | 18. Juni 1922       | Bergprüfungsfahrt Solitude      | 750 cm³             | W. Böbel (Krieger-Gnädig)                    |
| 1.      | 18. Juni 1922       | Bergprüfungsfahrt Solitude      | 1000 cm³            | H. Herter (NSU)                              |
| 1.      | 18. Juni 1922       | Bergprüfungsfahrt Solitude      | Gespanne            | Max Mahlenbrei / unbekannt (Harley-Davidson) |
|         |                     |                                 |                     |                                              |
| 2.      | 17. Juni 1923       | Solitude Bergpreis              | 500 cm³             | J. Mayr (Victoria)                           |
| 2.      | 17. Juni 1923       | Solitude Bergpreis              | 750 cm³             | Toni Bauhofer (Megola)                       |
| 2.      | 17. Juni 1923       | Solitude Bergpreis              | 1000 cm³            | Otto Glöcker (NSU)                           |
|         |                     |                                 |                     |                                              |
| 3.      | 18. Mai 1924        | Großer Solitude Bergpreis       | 350 cm³             | Eugen Bussinger (DKW)                        |
| 3.      | 18. Mai 1924        | Großer Solitude Bergpreis       | 500 cm³             | Rudolf Reich (BMW)                           |
| 3.      | 18. Mai 1924        | Großer Solitude Bergpreis       | 750 cm³             | Toni Bauhofer (Megola)                       |
| 3.      | 18. Mai 1924        | Großer Solitude Bergpreis       | über 750 cm³        | Josef Klagerer (Brough Superior)             |
| 3.      | 18. Mai 1924        | Großer Solitude Bergpreis       | Gespanne            | Franz Heck / unbekannt (Harley-Davidson)     |
|         |                     |                                 |                     |                                              |
| 4.      | 16.–17. Juni 1925   | Rund um die Solitude            | 125 cm³             | Willy Zick (Puch)                            |
| 4.      | 16.–17. Juni 1925   | Rund um die Solitude            | 175 cm³             | Hans Gradl (Abako)                           |
| 4.      | 16.–17. Juni 1925   | Rund um die Solitude            | 250 cm³             | Josef Stelzer (BMW)                          |
| 4.      | 16.–17. Juni 1925   | Rund um die Solitude            | 350 cm³             | Eugen Bussinger (A.J.S.)                     |
| 4.      | 16.–17. Juni 1925   | Rund um die Solitude            | 500 cm³             | Rudolf Reich (BMW)                           |
| 4.      | 16.–17. Juni 1925   | Rund um die Solitude            | 750 cm³             | Reinhard von Koenig-Fachsenfeld (Norton)     |
| 4.      | 16.–17. Juni 1925   | Rund um die Solitude            | über 750 cm³        | Ernst Islinger (NSU)                         |
| 4.      | 16.–17. Juni 1925   | Rund um die Solitude            | Gespanne (600 cm³)  | Bert Schwannberger / unbekannt (Norton)      |
| 4.      | 16.–17. Juni 1925   | Rund um die Solitude            | Gespanne (1000 cm³) | Karl Imholtz / unbekannt (Harley-Davidson)   |
|         |                     |                                 |                     |                                              |
| 5.      | 16. Mai 1926        | Rund um die Solitude            | 175 cm³             | Arthur Müller (DKW)                          |
| 5.      | 16. Mai 1926        | Rund um die Solitude            | 250 cm³             | Josef Stelzer (BMW)                          |
| 5.      | 16. Mai 1926        | Rund um die Solitude            | 350 cm³             | Carl Adam (A.J.S.)                           |
| 5.      | 16. Mai 1926        | Rund um die Solitude            | 500 cm³             | Ernst Jakob Henne (BMW)                      |
| 5.      | 16. Mai 1926        | Rund um die Solitude            | 750 cm³             | Karl Raebel (BMW)                            |
| 5.      | 16. Mai 1926        | Rund um die Solitude            | 1000 cm³            | Paul Köppen (Harley-Davidson)                |
|         |                     |                                 |                     |                                              |
| 6.      | 22. Mai 1927        | Rund um die Solitude            | 175 cm³             | Arthur Geiss (DKW)                           |
| 6.      | 22. Mai 1927        | Rund um die Solitude            | 250 cm³             | Karl Scherer (NSU)                           |
| 6.      | 22. Mai 1927        | Rund um die Solitude            | 350 cm³             | Francesco Franconi (Motosacoche)             |
| 6.      | 22. Mai 1927        | Rund um die Solitude            | 500 cm³             | Hans Soenius (BMW)                           |
| 6.      | 22. Mai 1927        | Rund um die Solitude            | 1000 cm³            | Toni Bauhofer (BMW)                          |
| 6.      | 22. Mai 1927        | Rund um die Solitude            | Gespanne (600 cm³)  | Hermann Eurich / unbekannt (D-Rad)           |
| 6.      | 22. Mai 1927        | Rund um die Solitude            | Gespanne (1000 cm³) | Hermann Dobler / unbekannt (New Imperial)    |
|         |                     |                                 |                     |                                              |
| 7.      | 30. Oktober 1927    | Herbstrennen Solitude           | 175 cm³             | Willi Henkelmann (DKW)                       |
| 7.      | 30. Oktober 1927    | Herbstrennen Solitude           | 250 cm³             | Hans Soenius (Imperia)                       |
| 7.      | 30. Oktober 1927    | Herbstrennen Solitude           | 350 cm³             | Arthur Hiller (Montgomery)                   |
| 7.      | 30. Oktober 1927    | Herbstrennen Solitude           | 500 cm³             | Georg Thumshirn (Ardie)                      |
| 7.      | 30. Oktober 1927    | Herbstrennen Solitude           | 750 cm³             | Ernst Henne (BMW)                            |
| 7.      | 30. Oktober 1927    | Herbstrennen Solitude           | 1000 cm³            | Karl Gall (BMW)                              |
|         |                     |                                 |                     |                                              |
| 8.      | 2. September 1928   | Herbstrennen Solitude           | 250 cm³             | Arthur Geiss (DKW)                           |
| 8.      | 2. September 1928   | Herbstrennen Solitude           | 350 cm³             | Arthur Dom (Standard)                        |
| 8.      | 2. September 1928   | Herbstrennen Solitude           | 500 cm³             | Friedrich Messerschmidt (BMW)                |
| 8.      | 2. September 1928   | Herbstrennen Solitude           | 1000 cm³            | Franz Heck (Harley-Davidson)                 |
| 8.      | 2. September 1928   | Herbstrennen Solitude           | Gespanne (600 cm³)  | Hermann Lang / unbekannt (Standard)          |
| 8.      | 2. September 1928   | Herbstrennen Solitude           | Gespanne (1000 cm³) | Emil Frey / unbekannt (A.J.S.)               |
|         |                     |                                 |                     |                                              |
| 9.      | 7. Juli 1929        | Rund um die Solitude            | 250 cm³             | Kurt Friedrich (DKW)                         |
| 9.      | 7. Juli 1929        | Rund um die Solitude            | 350 cm³             | Max Kiemel (UT)                              |
| 9.      | 7. Juli 1929        | Rund um die Solitude            | 500 cm³             | Hans Soenius (BMW)                           |
| 9.      | 7. Juli 1929        | Rund um die Solitude            | 1000 cm³            | Josef Stelzer (BMW)                          |
| 9.      | 7. Juli 1929        | Rund um die Solitude            | Gespanne (600 cm³)  | Hermann Lang / unbekannt (Standard)          |
| 9.      | 7. Juli 1929        | Rund um die Solitude            | Gespanne (1000 cm³) | Alois Sitzberger / Wiggerl Kraus (BMW)       |
|         |                     |                                 |                     |                                              |
| 10.     | 13. Juli 1930       | Rund um die Solitude            | 250 cm³             | Otto Kohfink (Montgomery-J.A.P.)             |
| 10.     | 13. Juli 1930       | Rund um die Solitude            | 350 cm³             | Arthur Dom (Standard)                        |
| 10.     | 13. Juli 1930       | Rund um die Solitude            | 500 cm³             | Tom Bullus (NSU)                             |
| 10.     | 13. Juli 1930       | Rund um die Solitude            | 1000 cm³            | Ernst Zündorf (BMW)                          |
|         |                     |                                 |                     |                                              |
| 11.     | 12. Juli 1931       | Rund um die Solitude            | 250 cm³             | Arthur Geiss (DKW)                           |
| 11.     | 12. Juli 1931       | Rund um die Solitude            | 350 cm³             | Wilhelm Schminke (Imperia)                   |
| 11.     | 12. Juli 1931       | Rund um die Solitude            | 500 cm³             | Jimmie Guthrie (Norton)                      |
| 11.     | 12. Juli 1931       | Rund um die Solitude            | 1000 cm³            | Paul Rüttchen (NSU)                          |
|         |                     |                                 |                     |                                              |
| 12.     | 19. Mai 1935        | Internationales Solitude-Rennen | 250 cm³             | Arthur Geiss (DKW)                           |
| 12.     | 19. Mai 1935        | Internationales Solitude-Rennen | 350 cm³             | Werner Mellmann (NSU)                        |
| 12.     | 19. Mai 1935        | Internationales Solitude-Rennen | 500 cm³             | Oskar Steinbach (NSU)                        |
| 12.     | 19. Mai 1935        | Internationales Solitude-Rennen | Gespanne (600 cm³)  | Hans Kahrmann / Franz Höller (DKW)           |
| 12.     | 19. Mai 1935        | Internationales Solitude-Rennen | Gespanne (1200 cm³) | Karl Braun / Ernst Badsching (Horex)         |
|         |                     |                                 |                     |                                              |
| 13.     | 17. Mai 1936        | Internationales Solitude-Rennen | 250 cm³             | Arthur Geiss (DKW)                           |
| 13.     | 17. Mai 1936        | Internationales Solitude-Rennen | 350 cm³             | Heiner Fleischmann (NSU)                     |
| 13.     | 17. Mai 1936        | Internationales Solitude-Rennen | 500 cm³             | Otto Ley (BMW)                               |
| 13.     | 17. Mai 1936        | Internationales Solitude-Rennen | Gespanne (600 cm³)  | Toni Babl / unbekannt (DKW)                  |
| 13.     | 17. Mai 1936        | Internationales Solitude-Rennen | Gespanne (1200 cm³) | Hans Schumann / Franz Höller (NSU)           |
|         |                     |                                 |                     |                                              |
| 14.     | 23. Mai 1937        | Internationales Solitude-Rennen | 250 cm³             | Ewald Kluge (DKW)                            |
| 14.     | 23. Mai 1937        | Internationales Solitude-Rennen | 350 cm³             | Heiner Fleischmann (NSU)                     |
| 14.     | 23. Mai 1937        | Internationales Solitude-Rennen | 500 cm³             | Kurt Mansfeld (DKW)                          |
| 14.     | 23. Mai 1937        | Internationales Solitude-Rennen | Gespanne (600 cm³)  | Karl Braun / Ernst Badsching (DKW)           |
| 14.     | 23. Mai 1937        | Internationales Solitude-Rennen | Gespanne (1200 cm³) | Ernst Zimmermann / Franz Höller (NSU)        |
|         |                     |                                 |                     |                                              |
| 15.     | 18. September 1949  | Nationales Solitude-Rennen      | 125 cm³             | Leo Vinatzer (Puch)                          |
| 15.     | 18. September 1949  | Nationales Solitude-Rennen      | 250 cm³             | Otto Daiker (DKW)                            |
| 15.     | 18. September 1949  | Nationales Solitude-Rennen      | 350 cm³             | Wilhelm Herz (NSU)                           |
| 15.     | 18. September 1949  | Nationales Solitude-Rennen      | 500 cm³             | Georg Meier (BMW)                            |
| 15.     | 18. September 1949  | Nationales Solitude-Rennen      | Gespanne (600 cm³)  | Otto Schmid / Hans Mittelmayer (NSU)         |
| 15.     | 18. September 1949  | Nationales Solitude-Rennen      | Gespanne (1200 cm³) | Max Klankermeier / Hermann Wolz (BMW)        |
|         |                     |                                 |                     |                                              |
| 16.     | 12.–13. August 1950 | Großer Preis von Deutschland    | 125 cm³             | Ewald Kluge (DKW)                            |
| 16.     | 12.–13. August 1950 | Großer Preis von Deutschland    | 250 cm³             | Hein Thorn Prikker (Moto Guzzi)              |
| 16.     | 12.–13. August 1950 | Großer Preis von Deutschland    | 350 cm³             | Heiner Fleischmann (NSU)                     |
| 16.     | 12.–13. August 1950 | Großer Preis von Deutschland    | 500 cm³             | Heiner Fleischmann (NSU)                     |
| 16.     | 12.–13. August 1950 | Großer Preis von Deutschland    | Gespanne (600 cm³)  | Hermann Böhm / Karl Fuchs (NSU)              |
| 16.     | 12.–13. August 1950 | Großer Preis von Deutschland    | Gespanne (1200 cm³) | Wiggerl Kraus / Bernard Huser (BMW)          |
|         |                     |                                 |                     |                                              |
| 17.     | 26. August 1951     | Internationales Solitude-Rennen | 125 cm³             | Hermann Paul Müller (DKW)                    |
| 17.     | 26. August 1951     | Internationales Solitude-Rennen | 250 cm³             | Enrico Lorenzetti (Moto Guzzi)               |
| 17.     | 26. August 1951     | Internationales Solitude-Rennen | 350 cm³             | Geoff Duke (Norton)                          |
| 17.     | 26. August 1951     | Internationales Solitude-Rennen | 500 cm³             | Geoff Duke (Norton)                          |
| 17.     | 26. August 1951     | Internationales Solitude-Rennen | Gespanne (600 cm³)  | Wiggerl Kraus / Bernard Huser (BMW)          |
| 17.     | 26. August 1951     | Internationales Solitude-Rennen | Gespanne (750 cm³)  | Eric Oliver / Lorenzo Dobelli (Norton)       |
|         |                     |                                 |                     |                                              |
| 18.     | 20. Juli 1952       | Großer Preis von Deutschland    | 125 cm³             | Werner Haas (NSU)                            |
| 18.     | 20. Juli 1952       | Großer Preis von Deutschland    | 250 cm³             | Rudi Felgenheier (DKW)                       |
| 18.     | 20. Juli 1952       | Großer Preis von Deutschland    | 350 cm³             | Reg Armstrong (Norton)                       |
| 18.     | 20. Juli 1952       | Großer Preis von Deutschland    | 500 cm³             | Reg Armstrong (Norton)                       |
| 18.     | 20. Juli 1952       | Großer Preis von Deutschland    | Gespanne (500 cm³)  | Cyril Smith / Bob Clements (Norton)          |
|         |                     |                                 |                     |                                              |
| 19.     | 21. Juni 1953       | Internationales Solitude-Rennen | 125 cm³             | Werner Haas (NSU)                            |
| 19.     | 21. Juni 1953       | Internationales Solitude-Rennen | 250 cm³             | Otto Daiker (NSU)                            |
| 19.     | 21. Juni 1953       | Internationales Solitude-Rennen | 350 cm³             | Siegfried Wünsche (DKW)                      |
| 19.     | 21. Juni 1953       | Internationales Solitude-Rennen | 500 cm³             | Georg Meier (BMW)                            |
| 19.     | 21. Juni 1953       | Internationales Solitude-Rennen | Gespanne (500 cm³)  | Eric Oliver / Stanley Dibben (Norton)        |
|         |                     |                                 |                     |                                              |
| 20.     | 25. Juli 1954       | Großer Preis von Deutschland    | 125 cm³             | Rupert Hollaus (NSU)                         |
| 20.     | 25. Juli 1954       | Großer Preis von Deutschland    | 250 cm³             | Werner Haas (NSU)                            |
| 20.     | 25. Juli 1954       | Großer Preis von Deutschland    | 350 cm³             | Ray Amm (Norton)                             |
| 20.     | 25. Juli 1954       | Großer Preis von Deutschland    | 500 cm³             | Geoff Duke (Gilera)                          |
| 20.     | 25. Juli 1954       | Großer Preis von Deutschland    | Gespanne (500 cm³)  | Wilhelm Noll / Fritz Cron (BMW)              |
|         |                     |                                 |                     |                                              |
| 21.     | 24. Juli 1955       | Internationales Solitude-Rennen | 125 cm³             | Karl Lottes (MV Agusta)                      |
| 21.     | 24. Juli 1955       | Internationales Solitude-Rennen | 250 cm³             | Hans Baltisberger (NSU)                      |
| 21.     | 24. Juli 1955       | Internationales Solitude-Rennen | 350 cm³             | Ken Kavanagh (Moto Guzzi)                    |
| 21.     | 24. Juli 1955       | Internationales Solitude-Rennen | 500 cm³             | Walter Zeller (BMW)                          |
| 21.     | 24. Juli 1955       | Internationales Solitude-Rennen | Gespanne (500 cm³)  | Willi Faust / Karl Remmert (BMW)             |
|         |                     |                                 |                     |                                              |
| 22.     | 22. Juli 1956       | Großer Preis von Deutschland    | 125 cm³             | Romolo Ferri (Gilera)                        |
| 22.     | 22. Juli 1956       | Großer Preis von Deutschland    | 250 cm³             | Carlo Ubbiali (MV Agusta)                    |
| 22.     | 22. Juli 1956       | Großer Preis von Deutschland    | 350 cm³             | Bill Lomas (Moto Guzzi)                      |
| 22.     | 22. Juli 1956       | Großer Preis von Deutschland    | 500 cm³             | Reg Armstrong (Gilera)                       |
| 22.     | 22. Juli 1956       | Großer Preis von Deutschland    | Gespanne (500 cm³)  | Wilhelm Noll / Fritz Cron (BMW)              |
|         |                     |                                 |                     |                                              |
| 23.     | 24. Juli 1960       | Großer Preis von Deutschland    | 250 cm³             | Gary Hocking (MV Agusta)                     |
| 23.     | 24. Juli 1960       | Großer Preis von Deutschland    | 350 cm³             | John Surtees (MV Agusta)                     |
| 23.     | 24. Juli 1960       | Großer Preis von Deutschland    | Gespanne (500 cm³)  | Helmut Fath / Alfred Wohlgemuth (BMW)        |
|         |                     |                                 |                     |                                              |
| 24.     | 23. Juli 1961       | Internationales Solitude-Rennen | 250 cm³             | Jim Redman (Honda)                           |
| 24.     | 23. Juli 1961       | Internationales Solitude-Rennen | Gespanne (500 cm³)  | Max Deubel / Emil Hörner (BMW)               |
|         |                     |                                 |                     |                                              |
| 25.     | 15. Juli 1962       | Großer Preis von Deutschland    | 50 cm³              | Ernst Degner (Suzuki)                        |
| 25.     | 15. Juli 1962       | Großer Preis von Deutschland    | 125 cm³             | Luigi Taveri (Honda)                         |
| 25.     | 15. Juli 1962       | Großer Preis von Deutschland    | 250 cm³             | Jim Redman (Honda)                           |
| 25.     | 15. Juli 1962       | Großer Preis von Deutschland    | Gespanne (500 cm³)  | Max Deubel / Emil Hörner (BMW)               |
|         |                     |                                 |                     |                                              |
| 26.     | 19. Juli 1964       | Großer Preis von Deutschland    | 50 cm³              | Ralph Bryans (Honda)                         |
| 26.     | 19. Juli 1964       | Großer Preis von Deutschland    | 125 cm³             | Jim Redman (Honda)                           |
| 26.     | 19. Juli 1964       | Großer Preis von Deutschland    | 250 cm³             | Phil Read (Yamaha)                           |
| 26.     | 19. Juli 1964       | Großer Preis von Deutschland    | 350 cm³             | Jim Redman (Honda)                           |
| 26.     | 19. Juli 1964       | Großer Preis von Deutschland    | 500 cm³             | Mike Hailwood (MV Agusta)                    |
| 26.     | 19. Juli 1964       | Großer Preis von Deutschland    | Gespanne (500 cm³)  | Fritz Scheidegger / John Robinson (BMW)      |
|         |                     |                                 |                     |                                              |
| 27.     | 18. Juli 1965       | Internationales Solitude-Rennen | 50 cm³              | Ernst Degner (Suzuki)                        |
| 27.     | 18. Juli 1965       | Internationales Solitude-Rennen | 125 cm³             | Ernst Degner (Suzuki)                        |
| 27.     | 18. Juli 1965       | Internationales Solitude-Rennen | 250 cm³             | Ginger Molloy (Bultaco)                      |
| 27.     | 18. Juli 1965       | Internationales Solitude-Rennen | Gespanne (500 cm³)  | Max Deubel / Emil Hörner (BMW)               |

### Automobilrennen

#### Von 1922 bis 1959
| Auflage | Datum             | Bezeichnung                     | Klasse                              | Sieger                                               |
| ------- | ----------------- | ------------------------------- | ----------------------------------- | ---------------------------------------------------- |
| 1.      | 18. Juni 1922     | Bergprüfungsfahrt Solitude      | Automobile 5 PS                     | Karl Slevogt (Apollo 4/20 PS)                        |
| 1.      | 18. Juni 1922     | Bergprüfungsfahrt Solitude      | Automobile 6 PS                     | Carl E. Baumeister (Wanderer 5/15 PS)                |
| 1.      | 18. Juni 1922     | Bergprüfungsfahrt Solitude      | Automobile                          | Helmut Hirth (Fafnir 8/50 PS Sport)                  |
|         |                   |                                 |                                     |                                                      |
| 2.      | 17. Juni 1923     | Solitude Bergpreis              | Automobile 5 PS (Privatfahrer)      | Gustav Exl (NSU 5/15 PS)                             |
| 2.      | 17. Juni 1923     | Solitude Bergpreis              | Automobile 5 PS (Werksfahrer)       | Karl Slevogt (Apollo 4/20 PS)                        |
| 2.      | 17. Juni 1923     | Solitude Bergpreis              | Automobile 6 PS (Privatfahrer)      | Huldreich Heusser (Wanderer 5/15 PS)                 |
| 2.      | 17. Juni 1923     | Solitude Bergpreis              | Automobile 6 PS (Werksfahrer)       | Hermann Braun (Dixi 6/24)                            |
| 2.      | 17. Juni 1923     | Solitude Bergpreis              | Automobile 9 PS (Privatfahrer)      | Franz Waldhier (NSU 8/24 PS)                         |
| 2.      | 17. Juni 1923     | Solitude Bergpreis              | Automobile 9 PS (Werksfahrer)       | A. Dettling (Selve 8/40 PS Sport)                    |
| 2.      | 17. Juni 1923     | Solitude Bergpreis              | Automobile über 9 PS (Privatfahrer) | O. H. Franck (Mercedes)                              |
| 2.      | 17. Juni 1923     | Solitude Bergpreis              | Automobile über 9 PS (Werksfahrer)  | Franz Seidenbusch (Apollo 10/30 PS)                  |
| 2.      | 17. Juni 1923     | Solitude Bergpreis              | Rennwagen bis 1,5 l                 | Willy Scholl (AGA 6/30)                              |
| 2.      | 17. Juni 1923     | Solitude Bergpreis              | Rennwagen bis 2 l                   | Otto Salzer (Mercedes 2-l-Indianapolis-Rennwagen)    |
|         |                   |                                 |                                     |                                                      |
| 3.      | 18. Mai 1924      | Großer Solitude Bergpreis       | Automobile bis 4 PS                 | Josef Vermirovsky (Tatra 11)                         |
| 3.      | 18. Mai 1924      | Großer Solitude Bergpreis       | Automobile bis 5 PS                 | Carl E. Baumeister (Wanderer 5/15 PS)                |
| 3.      | 18. Mai 1924      | Großer Solitude Bergpreis       | Automobile bis 6 PS                 | Adolf Rosenberger (Mercedes)                         |
| 3.      | 18. Mai 1924      | Großer Solitude Bergpreis       | Automobile bis 8 PS                 | Friedrich Eitel (Turbo)                              |
| 3.      | 18. Mai 1924      | Großer Solitude Bergpreis       | Automobile bis 10 PS                | Carl Clemm (Mercedes)                                |
| 3.      | 18. Mai 1924      | Großer Solitude Bergpreis       | Automobile bis 12 PS                | Walter Kaufmann (Steiger 10/50 PS)                   |
| 3.      | 18. Mai 1924      | Großer Solitude Bergpreis       | Automobile über 12 PS               | Kuschke (Steyr VI Sport)                             |
| 3.      | 18. Mai 1924      | Großer Solitude Bergpreis       | Rennwagen                           | Otto Merz (Mercedes 4 Zylinder Kompressor)           |
|         |                   |                                 |                                     |                                                      |
| 4.      | 16.–17. Juni 1925 | Rund um die Solitude            | Sportwagen bis 4 PS                 | Carl Jörns (Opel 4/14 PS)                            |
| 4.      | 16.–17. Juni 1925 | Rund um die Solitude            | Sportwagen bis 5 PS                 | Hans Hohlheimer (Wanderer 5/15 PS)                   |
| 4.      | 16.–17. Juni 1925 | Rund um die Solitude            | Sportwagen bis 6 PS                 | Edgar Morawitz (Bugatti T30)                         |
| 4.      | 16.–17. Juni 1925 | Rund um die Solitude            | Sportwagen bis 8 PS                 | Adolf Rosenberger (Benz-Tropfenwagen)                |
| 4.      | 16.–17. Juni 1925 | Rund um die Solitude            | Sportwagen bis 9 PS                 | O. Wiesenberger (Lancia Lambda)                      |
| 4.      | 16.–17. Juni 1925 | Rund um die Solitude            | Sportwagen bis 10 PS                | Kurt Neugebauer (NAG C4b)                            |
| 4.      | 16.–17. Juni 1925 | Rund um die Solitude            | Sportwagen bis 12 PS                | Richard Fuld (Steiger 10/50 PS)                      |
| 4.      | 16.–17. Juni 1925 | Rund um die Solitude            | Sportwagen über 12 PS               | Harry Stumpf-Lekisch (Moon)                          |
| 4.      | 16.–17. Juni 1925 | Rund um die Solitude            | Tourenwagen bis 4 PS                | Ensinger (Opel 4/14 PS)                              |
| 4.      | 16.–17. Juni 1925 | Rund um die Solitude            | Tourenwagen bis 5 PS                | Arthur Schuh (Freia S 23)                            |
| 4.      | 16.–17. Juni 1925 | Rund um die Solitude            | Tourenwagen bis 6 PS                | Arno Büchel (Dixi 6/24)                              |
| 4.      | 16.–17. Juni 1925 | Rund um die Solitude            | Tourenwagen bis 10 PS               | Karl Krause (Stoewer D10)                            |
| 4.      | 16.–17. Juni 1925 | Rund um die Solitude            | Tourenwagen bis 12 PS               | Walter Kaufmann (Austro-Daimler ADM II)              |
| 4.      | 16.–17. Juni 1925 | Rund um die Solitude            | Rennwagen bis 1,1 Liter             | Carl Jörns (Opel)                                    |
| 4.      | 16.–17. Juni 1925 | Rund um die Solitude            | Rennwagen bis 1,5 Liter             | Hans Birk (Rabag-Bugatti)                            |
| 4.      | 16.–17. Juni 1925 | Rund um die Solitude            | Rennwagen bis 2,0 Liter             | Otto Merz (Mercedes 4 Zylinder Kompressor)           |
| 4.      | 16.–17. Juni 1925 | Rund um die Solitude            | Rennwagen über 2,0 Liter            | Walter Kaufmann (Steiger)                            |
|         |                   |                                 |                                     |                                                      |
| 5.      | 12. Mai 1926      | Rund um die Solitude            | Sportwagen bis 1,5 Liter            | Fritz Koch (Bugatti T35) (1,5 l)                     |
| 5.      | 12. Mai 1926      | Rund um die Solitude            | Sportwagen bis 2,0 Liter            | Hans E. von Trützschler (Bugatti T35) (2,0 l)        |
| 5.      | 12. Mai 1926      | Rund um die Solitude            | Sportwagen bis 3,0 Liter            | Christian Riecken (NAG C4b Monza)                    |
| 5.      | 12. Mai 1926      | Rund um die Solitude            | Sportwagen bis 5,0 Liter            | Huldreich Heusser (Steyr 4,5)                        |
| 5.      | 12. Mai 1926      | Rund um die Solitude            | Sportwagen über 5,0 Liter           | Willy Walb (Mercedes 620 K)                          |
| 5.      | 12. Mai 1926      | Rund um die Solitude            | Rennwagen bis 1,5 Liter             | Felix Seifert (NSU 6/60 PS Kompressor)               |
| 5.      | 12. Mai 1926      | Rund um die Solitude            | Rennwagen bis 2,0 Liter             | Otto Merz (Mercedes 8 Zylinder Kompressor)           |
|         |                   |                                 |                                     |                                                      |
| 6.      | 22. Mai 1927      | Rund um die Solitude            | Sportwagen bis 0,75 Liter           | Hans Schinzinger (Hanomag 2/10 PS)                   |
| 6.      | 22. Mai 1927      | Rund um die Solitude            | Sportwagen bis 1,1 Liter            | Heinrich Dörper (Opel 4/14 PS)                       |
| 6.      | 22. Mai 1927      | Rund um die Solitude            | Sportwagen bis 1,5 Liter            | Harry Stumpf-Lekisch (HAG-Gastell 5/25 PS)           |
| 6.      | 22. Mai 1927      | Rund um die Solitude            | Sportwagen bis 2,0 Liter            | Karl Kappler (Simson Supra S)                        |
| 6.      | 22. Mai 1927      | Rund um die Solitude            | Sportwagen bis 3,0 Liter            | Eckart von Kalnein (Bugatti T35B)                    |
| 6.      | 22. Mai 1927      | Rund um die Solitude            | Sportwagen bis 5,0 Liter            | Margot Gräfin Einsiedel (Steyr VI Sport)             |
| 6.      | 22. Mai 1927      | Rund um die Solitude            | Sportwagen über 5,0 Liter           | Willy Walb (Mercedes 680 S)                          |
| 6.      | 22. Mai 1927      | Rund um die Solitude            | Rennwagen bis 1,1 Liter             | Hans von Meister (Amilcar)                           |
| 6.      | 22. Mai 1927      | Rund um die Solitude            | Rennwagen bis 1,5 Liter             | Hans Birk (Rabag-Bugatti)                            |
| 6.      | 22. Mai 1927      | Rund um die Solitude            | Rennwagen bis 2,0 Liter             | Hans E. von Trützschler (Bugatti T35B)               |
| 6.      | 22. Mai 1927      | Rund um die Solitude            | Rennwagen bis 3,0 Liter             | August Momberger (Bugatti T35B) (2,9 l)              |
| 6.      | 22. Mai 1927      | Rund um die Solitude            | Rennwagen über 3,0 Liter            | Otto Merz (Mercedes-Benz Typ S 6,8 Liter)            |
|         |                   |                                 |                                     |                                                      |
| 7.      | 22. Juli 1956     | Internationales Solitude-Rennen | Seriensportwagen bis 1,5 Liter      | Max Nathan (Porsche 550 Spyder)                      |
| 7.      | 22. Juli 1956     | Internationales Solitude-Rennen | Sportwagen bis 1,5 Liter            | Hans Herrmann (Porsche 550 A Spyder)                 |
|         |                   |                                 |                                     |                                                      |
| 8.      | 19. Juli 1959     | Nationales Solitude-Rennen      | Serien-Tourenwagen 0,6 Liter        | Eberhard Mahle (NSU Prinz 30)                        |
| 8.      | 19. Juli 1959     | Nationales Solitude-Rennen      | Serien-Tourenwagen bis 1,0 Liter    | Kurt Geiss (Auto Union GmbH 1000)                    |
| 8.      | 19. Juli 1959     | Nationales Solitude-Rennen      | Serien-Tourenwagen S                | Fritz Fend (FMR Tg 500)                              |
| 8.      | 19. Juli 1959     | Nationales Solitude-Rennen      | Serien-Tourenwagen bis 1,3 Liter    | Eugen Böhringer (Alfa Romeo Giulietta TI)            |
| 8.      | 19. Juli 1959     | Nationales Solitude-Rennen      | Serien-Tourenwagen bis 1,6 Liter    | Eberhard Mahle (Volvo PV544)                         |
| 8.      | 19. Juli 1959     | Internationales Solitude-Rennen | GT-Wagen bis 1,3 Liter              | William Harwell (Alfa Romeo Giulietta Sprint Veloce) |
| 8.      | 19. Juli 1959     | Internationales Solitude-Rennen | GT-Wagen bis 1,6 Liter              | Paul-Ernst Strähle (Porsche 356 Carrera)             |
| 8.      | 19. Juli 1959     | Internationales Solitude-Rennen | Formel Junior                       | Michael May (Stanguellini-Fiat)                      |

#### Von 1960 bis 1965
| Auflage | Datum         | Bezeichnung                                  | Klasse                  | Sieger                                       | Zweiter                                         | Dritter                                       |
| ------- | ------------- | -------------------------------------------- | ----------------------- | -------------------------------------------- | ----------------------------------------------- | --------------------------------------------- |
| 9.      | 24. Juli 1960 | Großer Preis von Stuttgart auf der Solitude  | Formel Junior           | Jim Clark (Lotus 18-Ford)                    | Stephen Ouvaroff (Lotus 18-Ford)                | Trevor Taylor (Lotus 18-Ford)                 |
| 9.      | 24. Juli 1960 | Großer Preis der Solitude                    | Formel 2                | Wolfgang Graf Berghe von Trips (Ferrari 156) | Hans Herrmann (Porsche 718)                     | Joakim Bonnier (Porsche 718)                  |
|         |               |                                              |                         |                                              |                                                 |                                               |
| 10.     | 23. Juli 1961 | Großer Preis von Stuttgart auf der Solitude  | Formel Junior           | Trevor Taylor (Lotus 20-Cosworth)            | Peter Arundell (Lotus 20-Cosworth)              | Tony Maggs (Cooper T56-Austin)                |
| 10.     | 23. Juli 1961 | Großer Preis der Solitude                    | Formel 1                | Innes Ireland (Lotus 21-Climax)              | Joakim Bonnier (Porsche 718)                    | Dan Gurney (Porsche 718)                      |
|         |               |                                              |                         |                                              |                                                 |                                               |
| 11.     | 15. Juli 1962 | Internationales Solitude-Rennen              | GT-Wagen bis 1,3 Liter  | Anton Fischhaber (Alfa Romeo Giulietta SZ)   | Ernst Furtmayr (Alfa Romeo Giulietta SZ)        | Jean-Paul Humberset (Alfa Romeo Giulietta SZ) |
| 11.     | 15. Juli 1962 | Internationales Solitude-Rennen              | GT-Wagen bis 1,6 Liter  | Gerhard Koch (Porsche 356 Carrera Abarth)    | Paul-Ernst Strähle (Porsche 356 Carrera Abarth) | Rolf Lieb (Porsche 356 Carrera)               |
| 11.     | 15. Juli 1962 | Internationales Solitude-Rennen              | GT-Wagen über 1,6 Liter | Kalman von Csazy (Ferrari 250 GTO)           | Léon Dernier (Ferrari 250 GT)                   | Eugen Böhringer (Austin-Healey 3000)          |
| 11.     | 15. Juli 1962 | Großer Preis der Solitude                    | Formel 1                | Dan Gurney (Porsche 804)                     | Joakim Bonnier (Porsche 804)                    | Trevor Taylor (Lotus 24-Climax)               |
|         |               |                                              |                         |                                              |                                                 |                                               |
| 12.     | 28. Juli 1963 | Internationales Solitude-Rennen              | GT-Wagen bis 1,0 Liter  | Lucien Bianchi (Fiat-Abarth 1000)            | Theo Hofer (Fiat-Abarth 1000)                   | Kurt Zuegg (Fiat-Abarth 1000)                 |
| 12.     | 28. Juli 1963 | Internationales Solitude-Rennen              | GT-Wagen bis 1,3 Liter  | Teddy Pilette (Abarth-Simca 1300)            | Alfred Hachen (Abarth-Simca 1300)               | Kurt Geiss (Abarth-Simca 1300)                |
| 12.     | 28. Juli 1963 | Preis von Stuttgart auf der Solitude         | GT-Wagen bis 1,6 Liter  | Herbert Linge (Porsche 356 Carrera)          | Eberhard Rank (Porsche 356 Carrera)             | Hermann Dorner (Porsche 356 Carrera)          |
| 12.     | 28. Juli 1963 | Preis von Stuttgart auf der Solitude         | GT-Wagen bis 2,5 Liter  | Joakim Bonnier (Porsche 356 2000 GS-GT)      | Ben Pon (Porsche 356 Carrera 2 Abarth)          | Heinz Schiller (Porsche 356 Carrera 2 Abarth) |
| 12.     | 28. Juli 1963 | Preis von Baden-Württemberg auf der Solitude | Formel Junior           | Peter Arundell (Lotus 27-Cosworth)           | Denis Hulme (Brabham BT6-Cosworth)              | Frank Gardner (Brabham BT6-Cosworth)          |
| 12.     | 28. Juli 1963 | Großer Preis der Solitude                    | Formel 1                | Jack Brabham (Brabham BT7-Climax)            | Peter Arundell (Lotus 25-Climax)                | Innes Ireland (B.R.P.-B.R.M.)                 |
|         |               |                                              |                         |                                              |                                                 |                                               |
| 13.     | 19. Juli 1964 | Großer Preis der Solitude                    | Formel 1                | Jim Clark (Lotus 33-Climax)                  | John Surtees (Ferrari 158)                      | Bob Anderson (Brabham BT11-Climax)            |
|         |               |                                              |                         |                                              |                                                 |                                               |
| 14.     | 18. Juli 1965 | Preis von Stuttgart auf der Solitude         | GT-Wagen                | Ben Pon (Porsche 904 GTS)                    | Rolf Stommelen (Porsche 904 GTS)                | Wolfgang Harder (Abarth 2000)                 |
| 14.     | 18. Juli 1965 | Preis von Baden-Württemberg auf der Solitude | Sportwagen & Prototypen | Gerhard Mitter (Porsche 904/8 Spyder)        | Toni Fischhaber (Lotus 23-BMW)                  | Herbert Linge (Porsche 904/6)                 |
| 14.     | 18. Juli 1965 | Solitude-Rennen                              | Formel V                | Lothar Dongus (Beachcar-VW)                  | Peter Kaiser (Formcar-VW)                       | Roland Heck (Formcar-VW)                      |
| 14.     | 18. Juli 1965 | Großer Preis der Solitude                    | Formel 2                | Chris Amon (Lola T60-Ford)                   | Alan Rees (Brabham BT16-Ford)                   | Gerhard Mitter (Brabham BT16-Ford)            |

## Verweise